# Distrikt Santiago de Anchucaya
Der Distrikt Santiago de Anchucaya liegt in der Provinz Huarochirí in der Region Lima im zentralen Westen von Peru. Der Distrikt besitzt eine Fläche von 94,8 km². Beim Zensus 2017 wurden 344 Einwohner gezählt. Im Jahr 1993 lag die Einwohnerzahl bei 603, im Jahr 2007 bei 575. Sitz der Distriktverwaltung ist die 3384 m hoch gelegene Ortschaft Santiago de Anchucaya mit 339 Einwohnern (Stand 2017). Santiago de Anchucaya befindet sich knapp 33 km südsüdöstlich der Provinzhauptstadt Matucana.

## Geographische Lage
Der Distrikt Santiago de Anchucaya befindet sich in der peruanischen Westkordillere im Südosten der Provinz Huarochirí. Er wird im Westen vom Oberlauf des Río Mala sowie im Südosten von dessen linken Nebenfluss Río Aquaquiri begrenzt. Im Norden und im Nordosten wird der Distrikt von bis zu 5000 m hohen Gebirgskämmen umschlossen.
Der Distrikt Santiago de Anchucaya grenzt im Westen an den Distrikt Huarochirí, im Norden und im Osten an den Distrikt San Juan de Tantaranche sowie im Südosten an den Distrikt San Pedro de Huancayre.